# Cheung Kong Graduate School of Business
Cheung Kong Graduate School of Business (Cheung Kong GSB), (chiń.长江商学院, pinyin: Chángjiāng Shāng Xuéyuàn) – wyższa szkoła biznesu w Chinach, finansowana przez Fundację Li Ka Shing. Główna siedziba mieści się w Pekinie; oddziały w Szanghaju i Kantonie. Szkoła ma obecnie około 400 studentów EMBA i 60 MBA rocznie.